# VT-4
O VT-4 (chinês: VT-4主战坦克; pinyin : VT-4 zhǔzhàn tǎnkè), também conhecido como MBT-3000,  é um carro de combate principal chinês construído pela Norinco para exportação no exterior.

## Projeto
O VT-4 compartilha muitas tecnologias e recursos de subsistemas de outros carros de combate chineses mais recentes, como o Type 96B e o Type 99A . Os principais exemplos são o sistema de transmissão automática, canhão de cano liso de 125 mm, sistema de referência de boca, FY-4 ERA, carregador automático estilo carrossel e geometria geral.

### Armamento
O VT-4 possui um canhão de cano liso de 125 mm capaz de disparar munições APFSDS , HESH , HEAT e HE e mísseis guiados. Há também uma estação de armas remota na torre armada com uma metralhadora pesada de 12,7 mm. O sistema de controle de fogo possui recursos de caçador-assassino , telêmetro a laser, visão panorâmica e um sistema de imagem térmica de terceira geração.  De acordo com o projetista-chefe, o APFSDS usado pelo VT-4 pode atingir 700 mm de penetração, o que é suficiente para penetrar qualquer alvo blindado,  embora a distância em que 700 mm de penetração foi alcançada não tenha sido divulgada.

### Proteção
O tanque é protegido por proteção de camada dupla que consiste em blindagem composta e blindagem reativa explosiva FY-4 .  De acordo com o designer-chefe Feng Yibai, a força de proteção frontal é equivalente a 500mm de blindagem de aço homogênea, e a blindagem de reação explosiva é de cerca de 700mm.  Embora não seja a melhor proteção do mercado, foi dito que esse nível de proteção é suficiente para as necessidades das nações em desenvolvimento. A torre frontal tem blindagem em forma de cunha semelhante a outros MBTs chineses contemporâneos e os lados do casco têm saias laterais de metal convencionais. O tanque pode ser equipado com um sistema de proteção ativa 'hardkill' designado GL5 , lançadores de granadas defensivos e umdispositivo de alerta a laser .  O veículo também possui sistema IFF , proteção NBC, sistema de supressão de explosão, sistema de extinção de incêndio e ar condicionado. [carece de fontes?]

### Mobilidade
De acordo com a Norinco, o VT-4 utiliza um motor diesel de 1.300 hp produzido localmente com suspensão por barra de torção e um sistema de transmissão hidráulico integrado .  A direção e a aceleração são controladas por um volante e transmissão automática .  VT-4 também é capaz de direção neutra .

### Comando e controle
O tanque também é integrado a sistemas de comunicação digital para comunicação tanque-tanque e comunicação entre comandantes.

## Usuários
Nigéria
- Numero não declarado de veiculos entregues ao Exército Nigeriano em Abril 2020.[1]

 Paquistão
- 300 VT-4 entregues ao Exército do Paquistão em Outubro de 2022.[2][3][4]

 Tailândia
- O Exército Real Tailandês Possui 38 em serviço em 2019.[5]